# Fontaines du jardin des Tuileries
Les fontaines du jardin des Tuileries font partie intégrante du jardin des Tuileries, situé dans le 1er arrondissement de Paris, entre la Seine avec la quai des Tuileries au sud, la rue de Rivoli au nord, la place de la Concorde à l'ouest et le palais du Louvre à l'est. 

## Historique

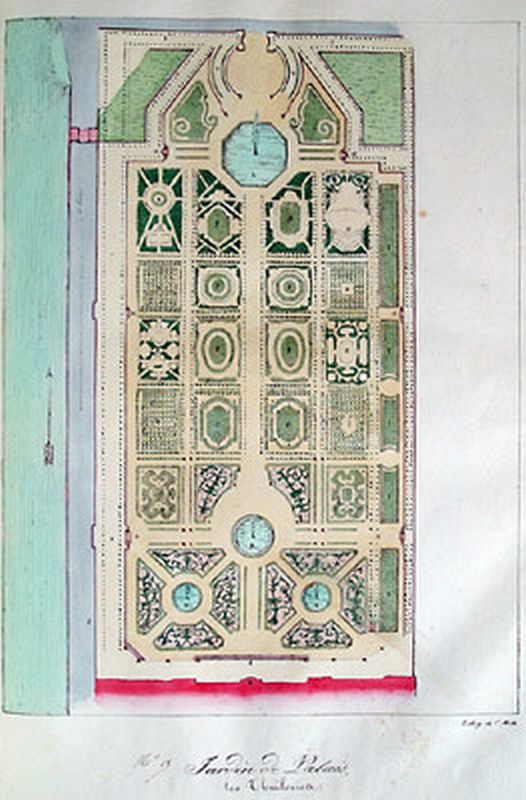
Plan du jardin selon André le Nôtre (1666-1672).

Lieu privilégié de promenades des Parisiens depuis sa création, le jardin des Tuileries est agrémenté de plusieurs bassins avec des fontaines.
L'histoire du jardin des Tuileries commence en 1564 quand la reine Catherine de Médicis demande à Philibert Delorme de construire un palais, qui deviendra le palais des Tuileries, à l'emplacement d'une ancienne tuilerie. L'aménagement d'un jardin à l'italienne à l'ouest de celui-ci, constitué de six allées dans le sens de la longueur et huit dans le sens de la largeur, dont chacune d'entre elles délimitait des compartiments rectangulaires comprenant des plantations différentes (massifs d'arbres, quinconces, pelouses, parterres de fleurs, etc.). Une fontaine, une ménagerie et une grotte décorée par le célèbre céramiste Bernard de Palissy décoraient le jardin. Dans les années 1605-1625 furent rajoutées une orangerie et une magnanerie.
En 1664, Jean-Baptiste Colbert et Louis XIV ordonnèrent que le jardin soit entièrement redessiné par André Le Nôtre, qui s'était déjà illustré à Vaux-le-Vicomte. Le petit-fils de Pierre Le Nôtre, architecte de Catherine de Médicis et paysagiste donna à celui-ci l'aspect qu'il allait conserver, dans ses grandes lignes, jusqu'à nos jours : il perça dans l'axe du palais une allée centrale délimitée, à l'est par un bassin rond, à l'ouest par un bassin octogonal ; il construisit la terrasse du Bord de l'eau le long du Quai des Tuileries et la terrasse des Feuillants le long de la future rue de Rivoli; enfin, il bâtit deux terrasses le long de la future place de la Concorde ainsi que deux rampes en courbe permettant d'y accéder.
Pendant les trois siècles, le palais des Tuileries connaît les fastes royaux, les poussées révolutionnaires, pour enfin être incendié en 1871 à la fin du Second Empire par les communards. En 1882 le vaste jardin fut créé à sa place pour le plus grand plaisir des Parisiens.     
Les bassins intégrés dans le jardin datent du XVIIe siècle. Ils firent partie des plans du jardin royal réalisé par André Le Nôtre, le grand architecte innovateur de l'époque et réalisateur des Jardins de Vaux-le-Vicomte. La restauration des bassins a été réalisée en 1990.

## Description

### Grand bassin octogonal
Le grand bassin octogonal situé près de la grille de la Concorde est le plus grand de tous les bassins du jardin des Tuileries. Il est orné d'un puissant jet central qui atteint  12 mètres de haut et de huit jets inclinés placés dans chacun des angles de l’octogone.

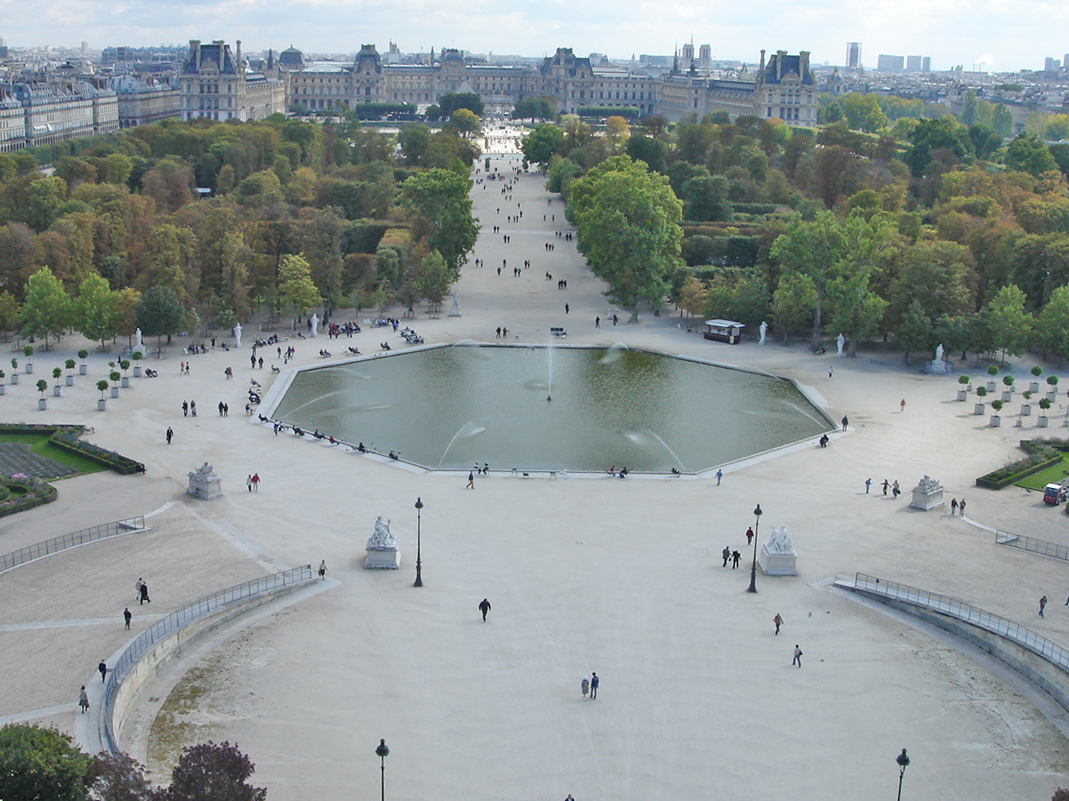
Perspective vers l'est avec palais du Louvre.
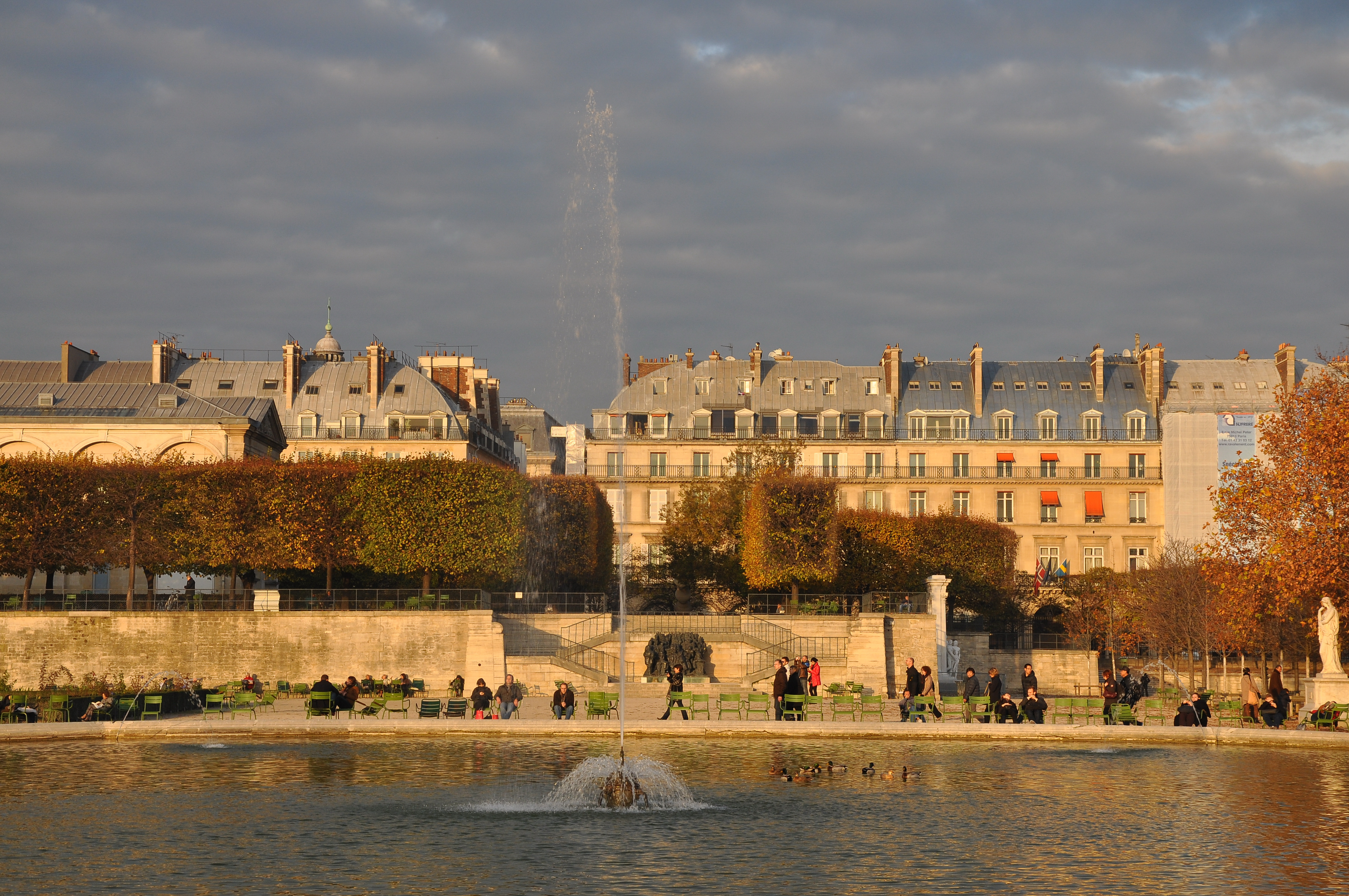
Jet central avec vue vers la rue de Rivoli.
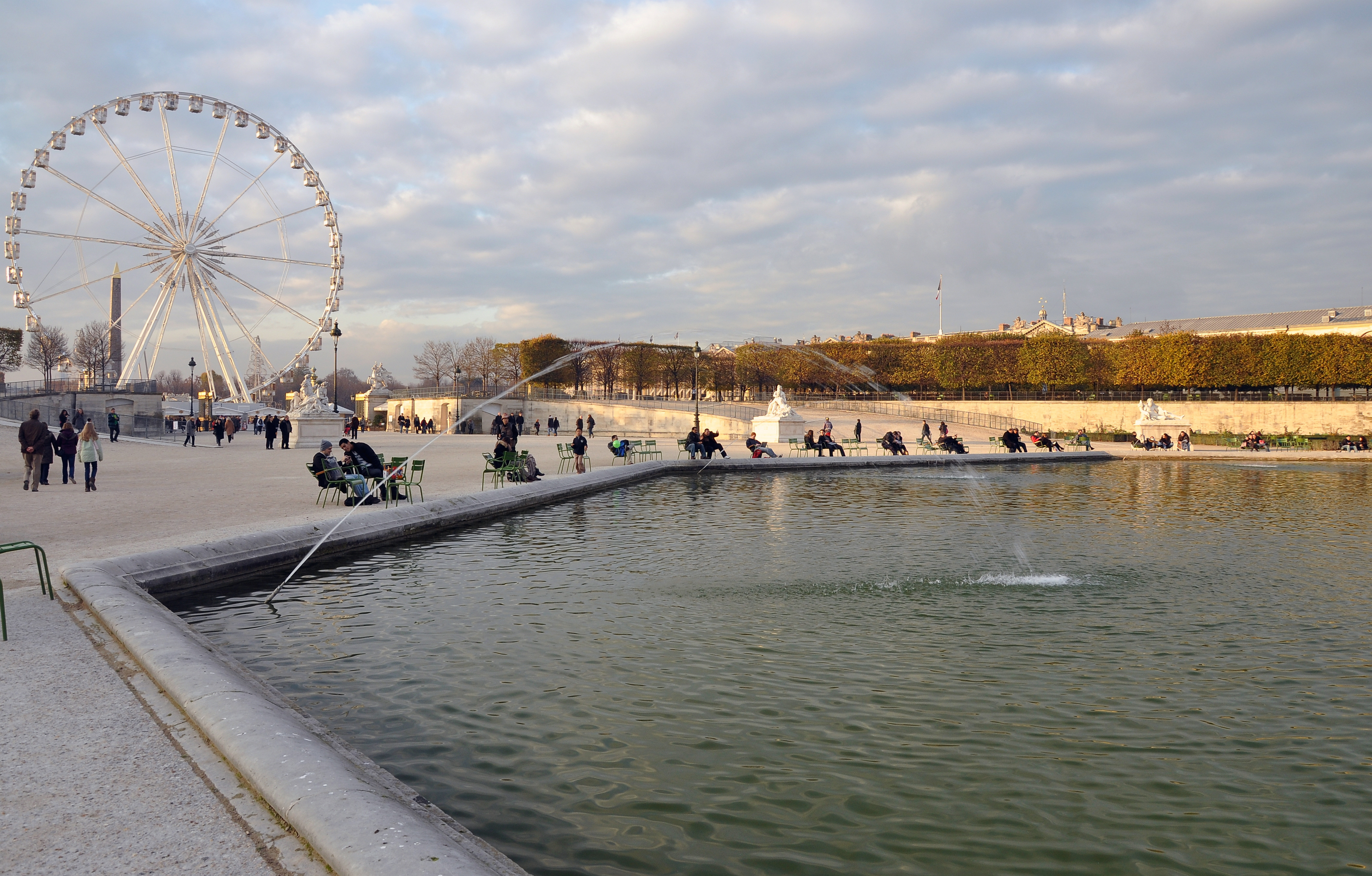
Vers place de la Concorde et la grande roue de Paris.

### Grand bassin rond
Située à l'autre extrémité du parc près du Louvre un grand bassin rond est doté d'une vasque soutenue par quatre consoles. C'est un endroit privilégié des enfants qui se donnent à plein joie de faire naviguer les petits bateaux à voile. 

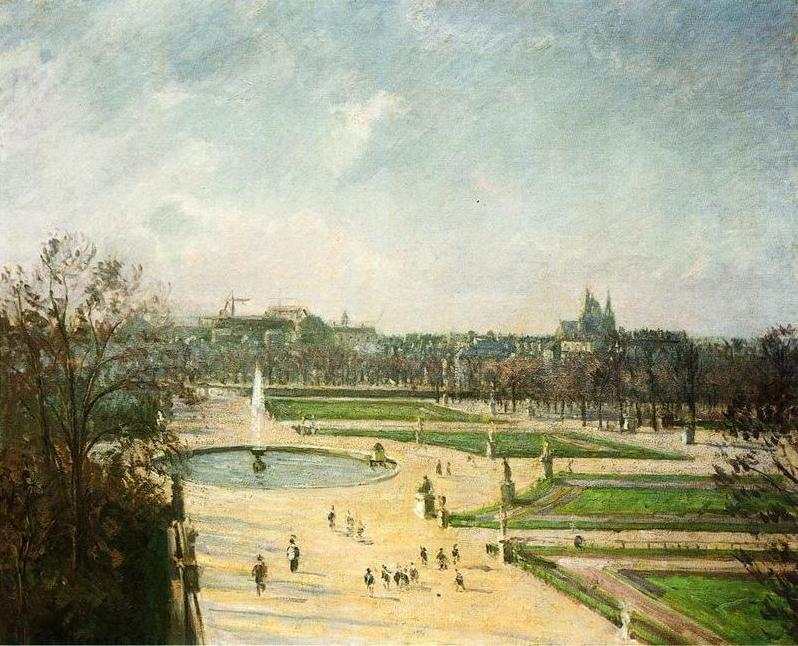
Le grand bassin rond peint par Camille Pissarro en 1900.
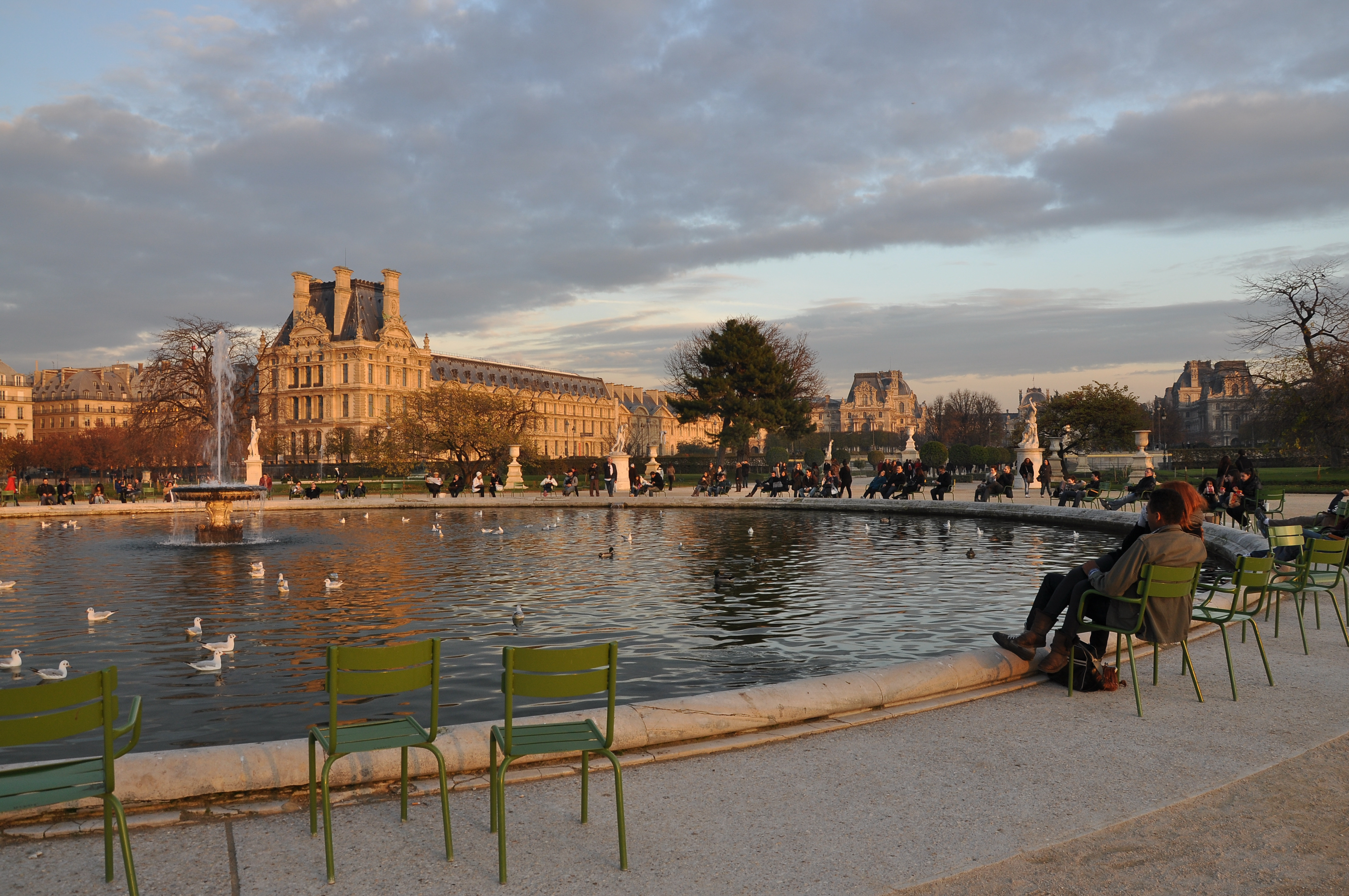
Repos au bord du grand bassin rond.
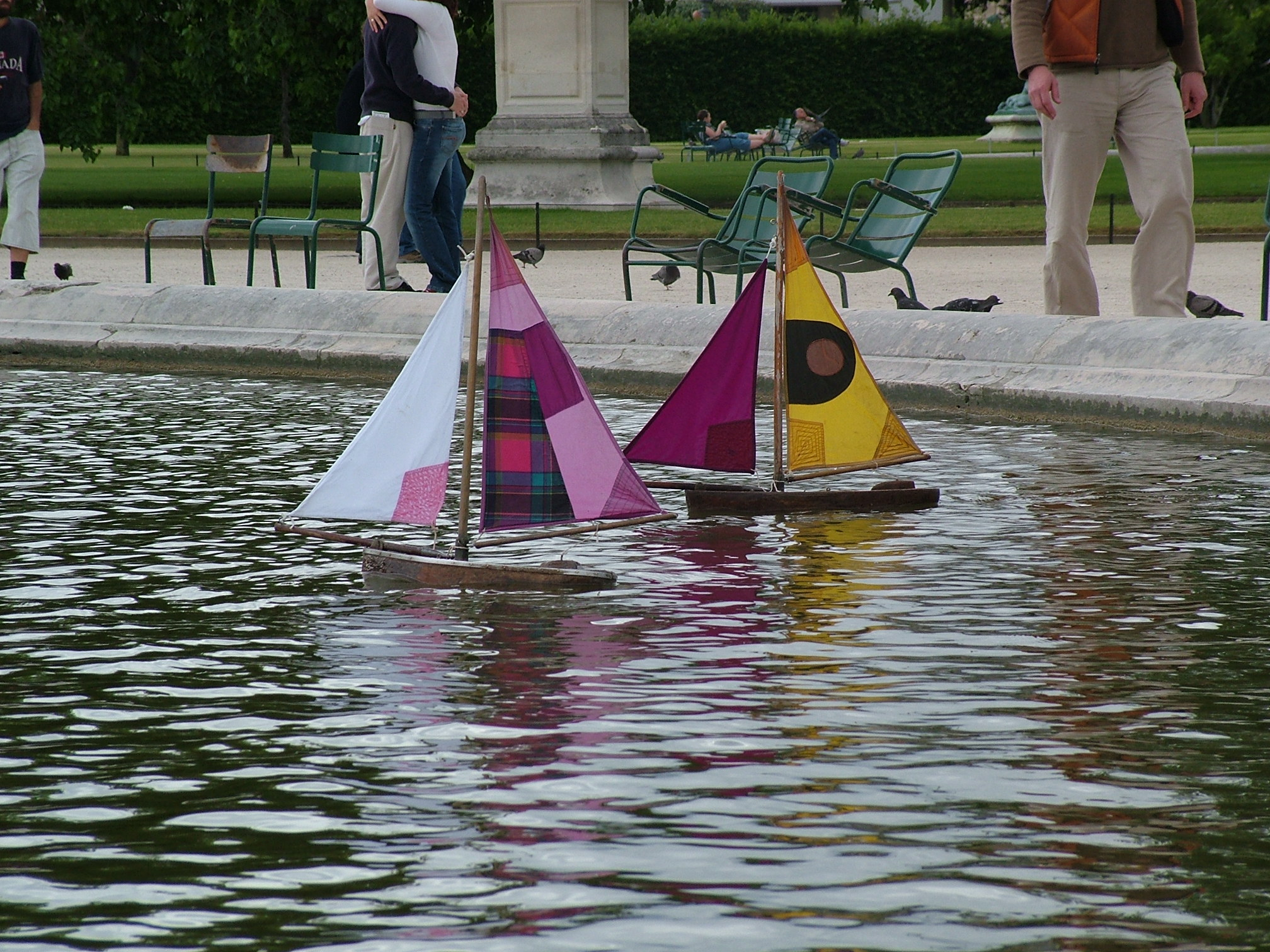
Les petits bateaux à voile naviguant sur le bassin.
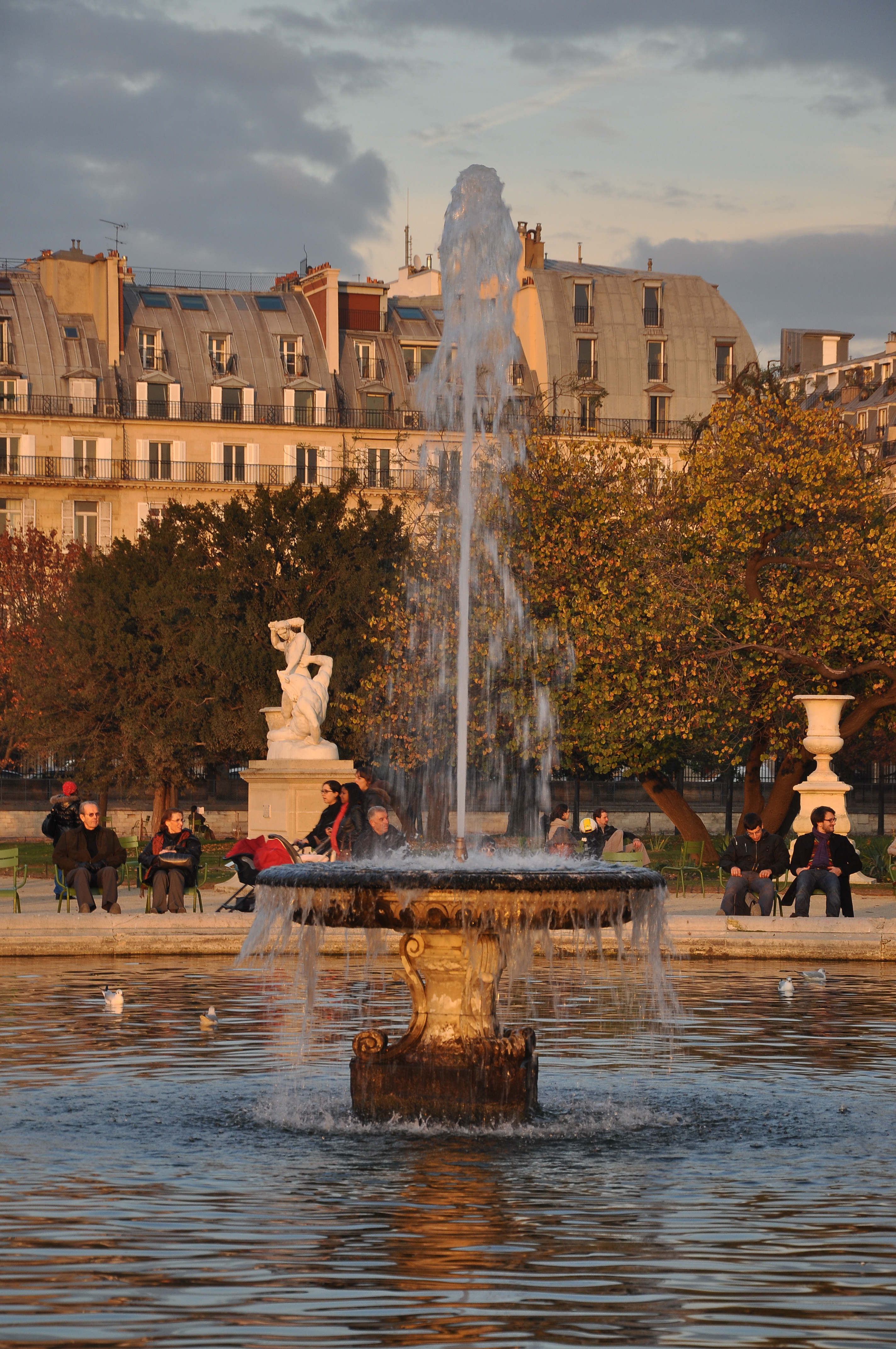
Fontaine au milieu du grand bassin rond.
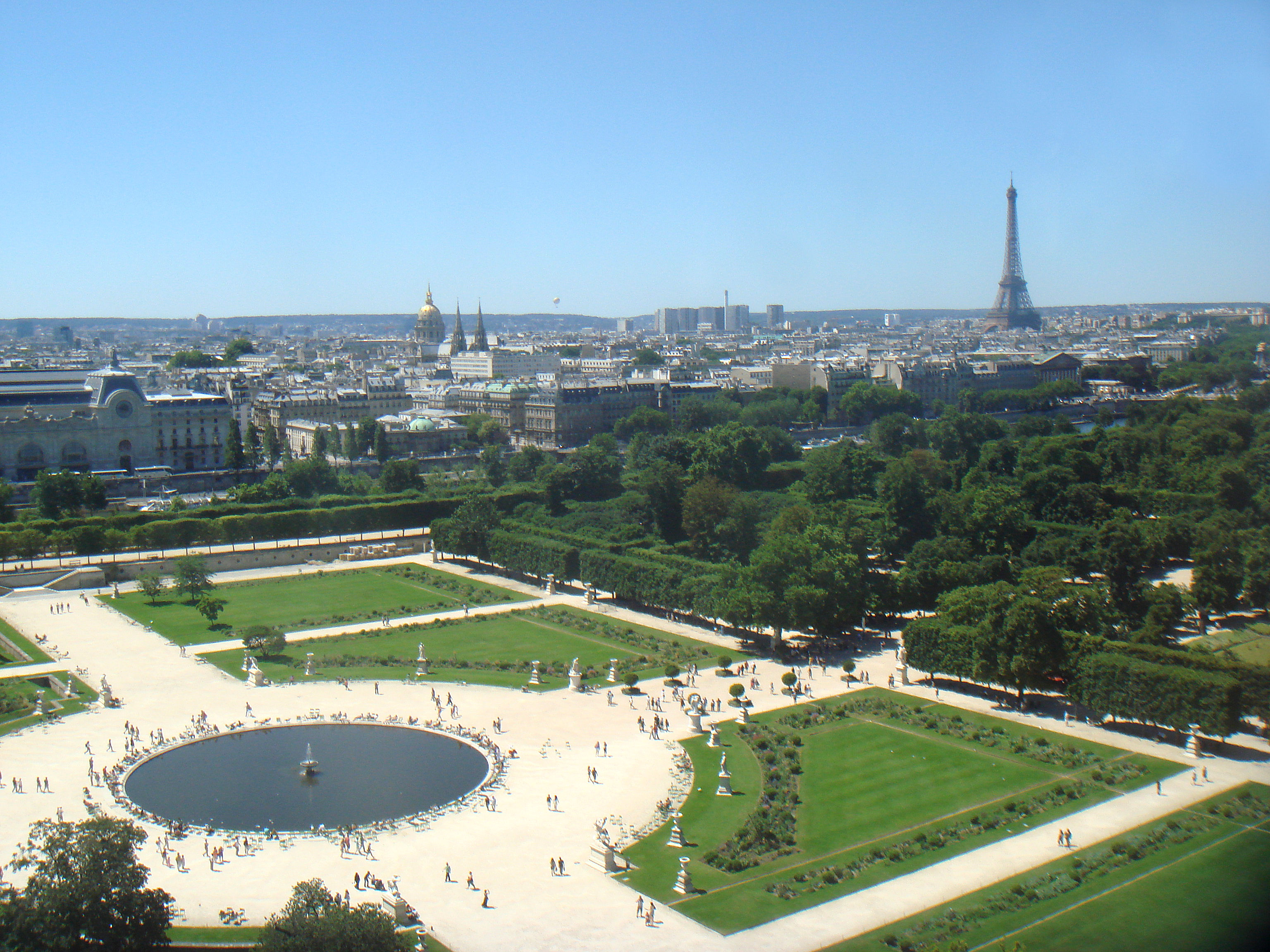
Panorama du jardin des Tuileries vu du Louvre.
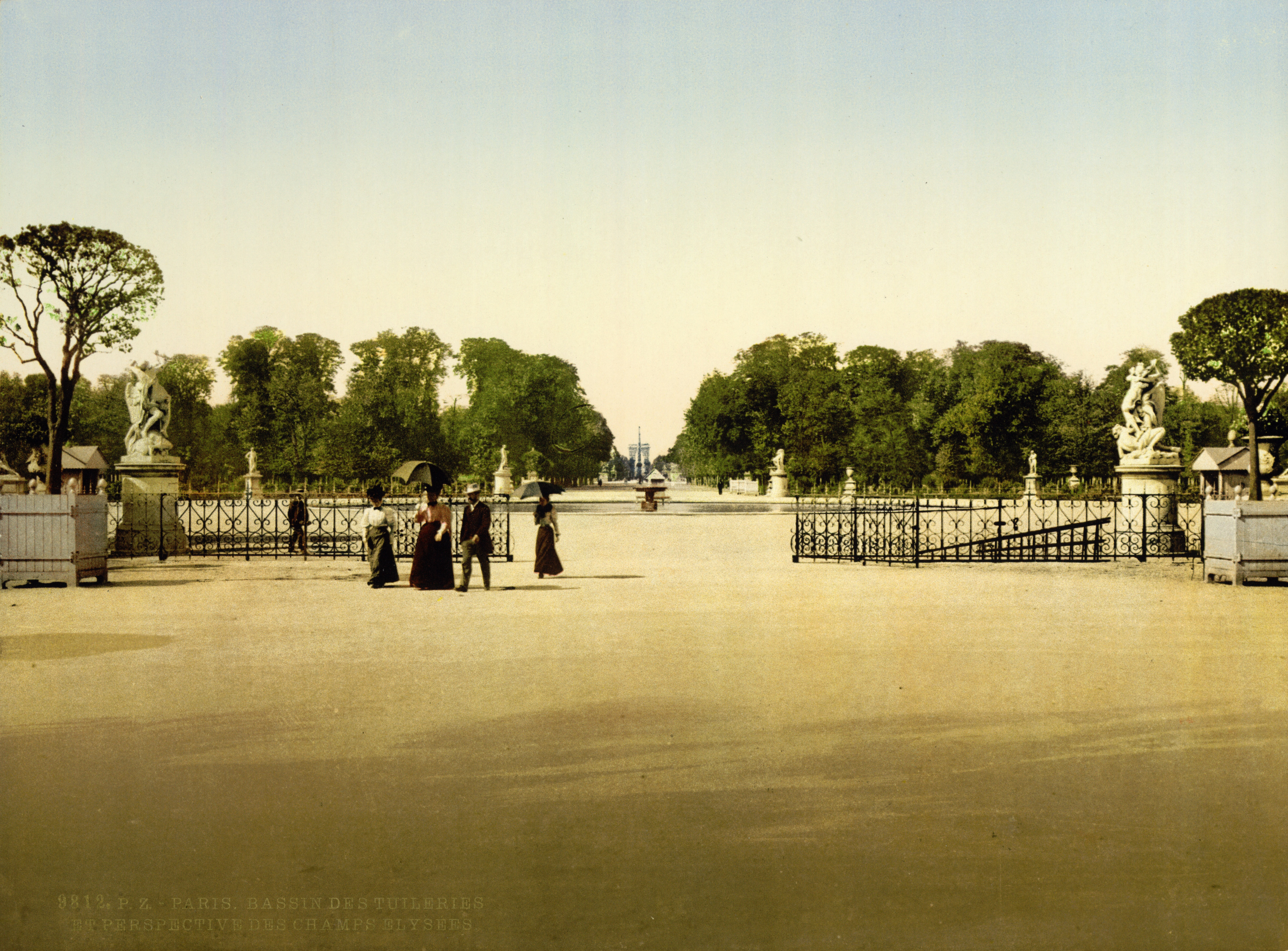
Photochrome de la perspective du jardin en 1895.

### Petit bassin rond du côté sud
Deux plus petits points d'eau ronds se trouvent sur les pelouses environnantes. La statue de la Tigresse apportant un paon à ses petits œuvre d'Auguste Caïn datant de 1873, décore les abords du petit bassin rond situé du côté sud. 

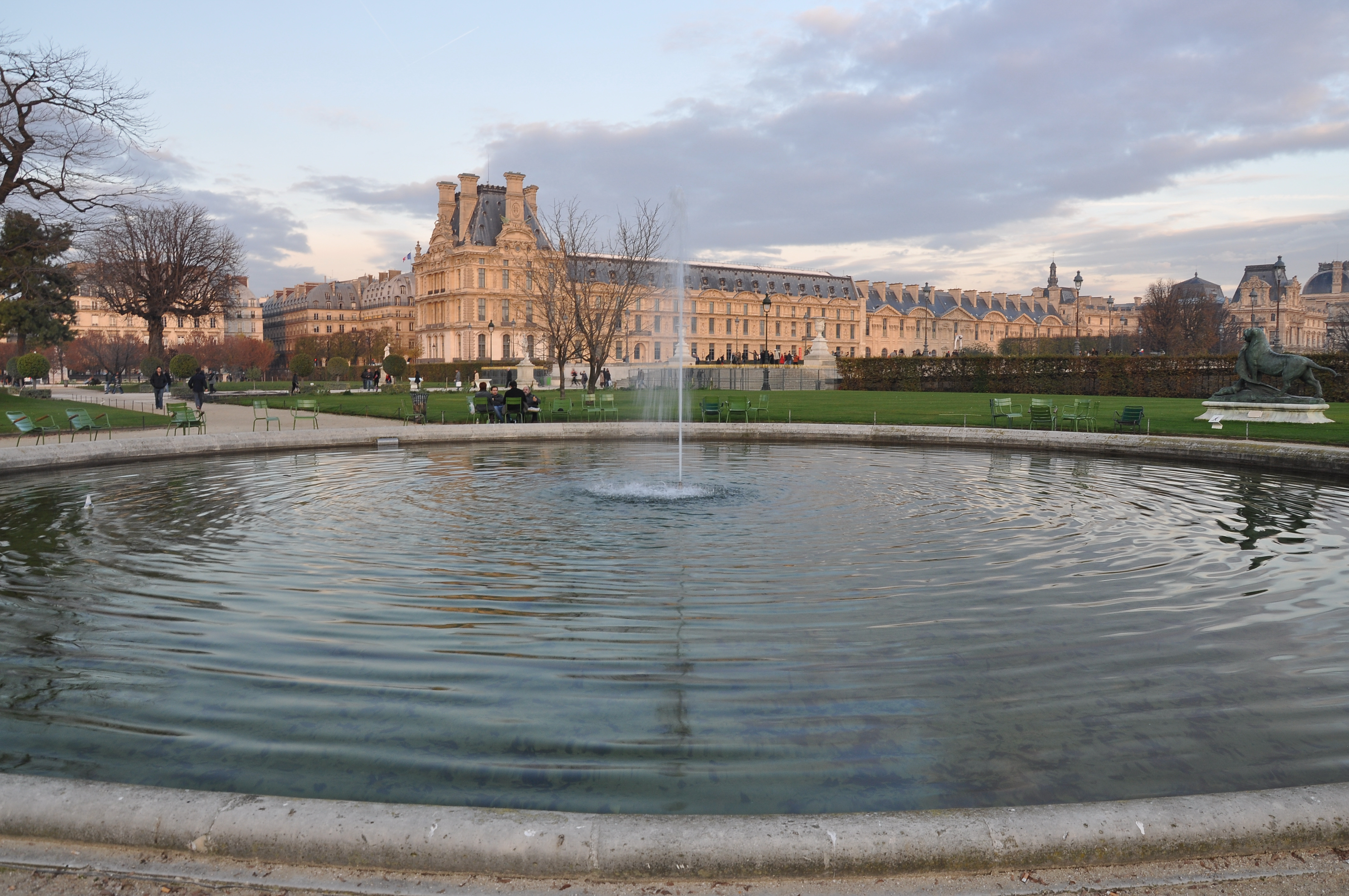
Vue avec Pavillon de Marsan du Louvre.
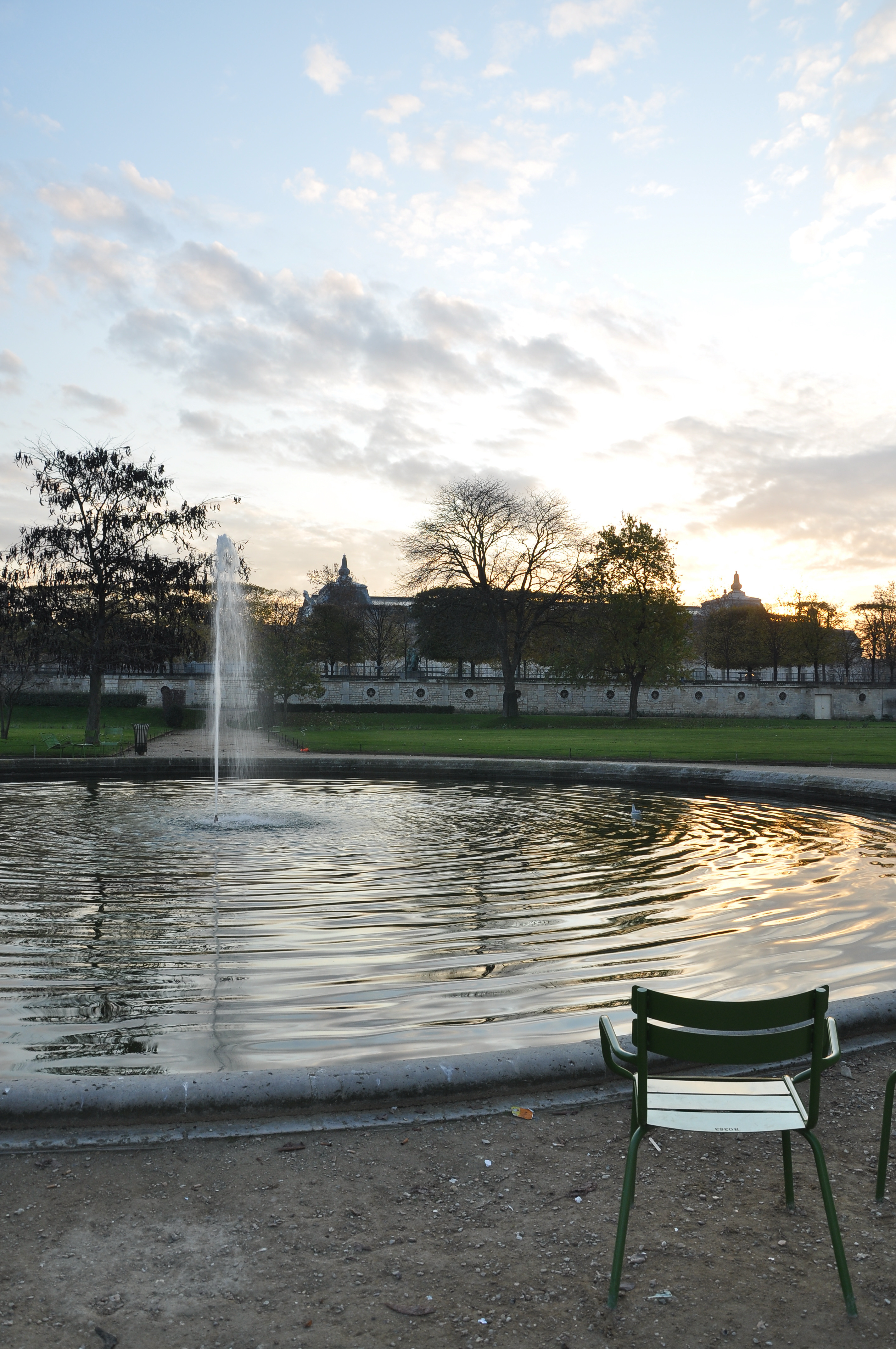
Vue vers la Seine et musée d'Orsay.
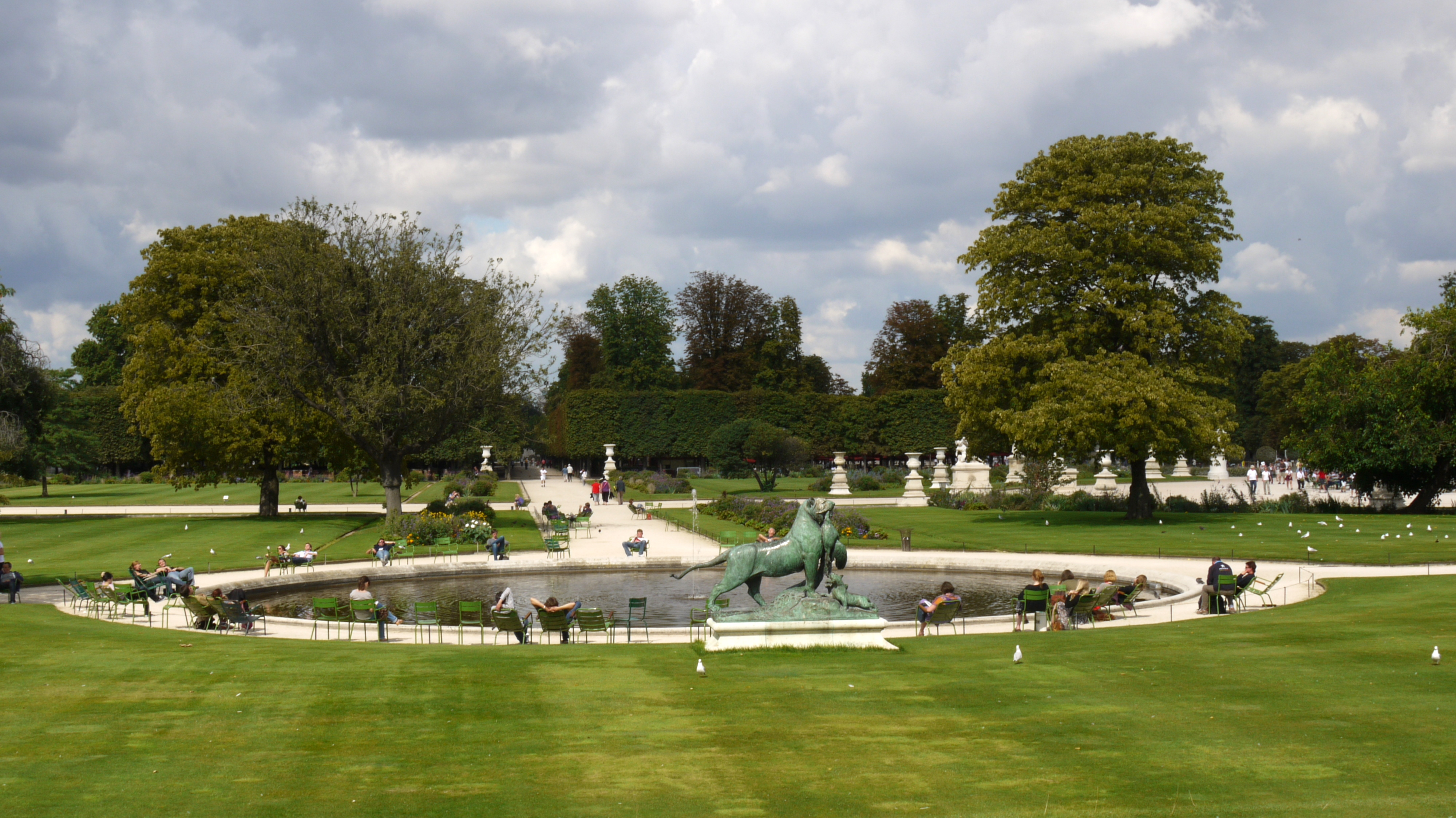
Vue d'ensemble avec la statue au premier plan.
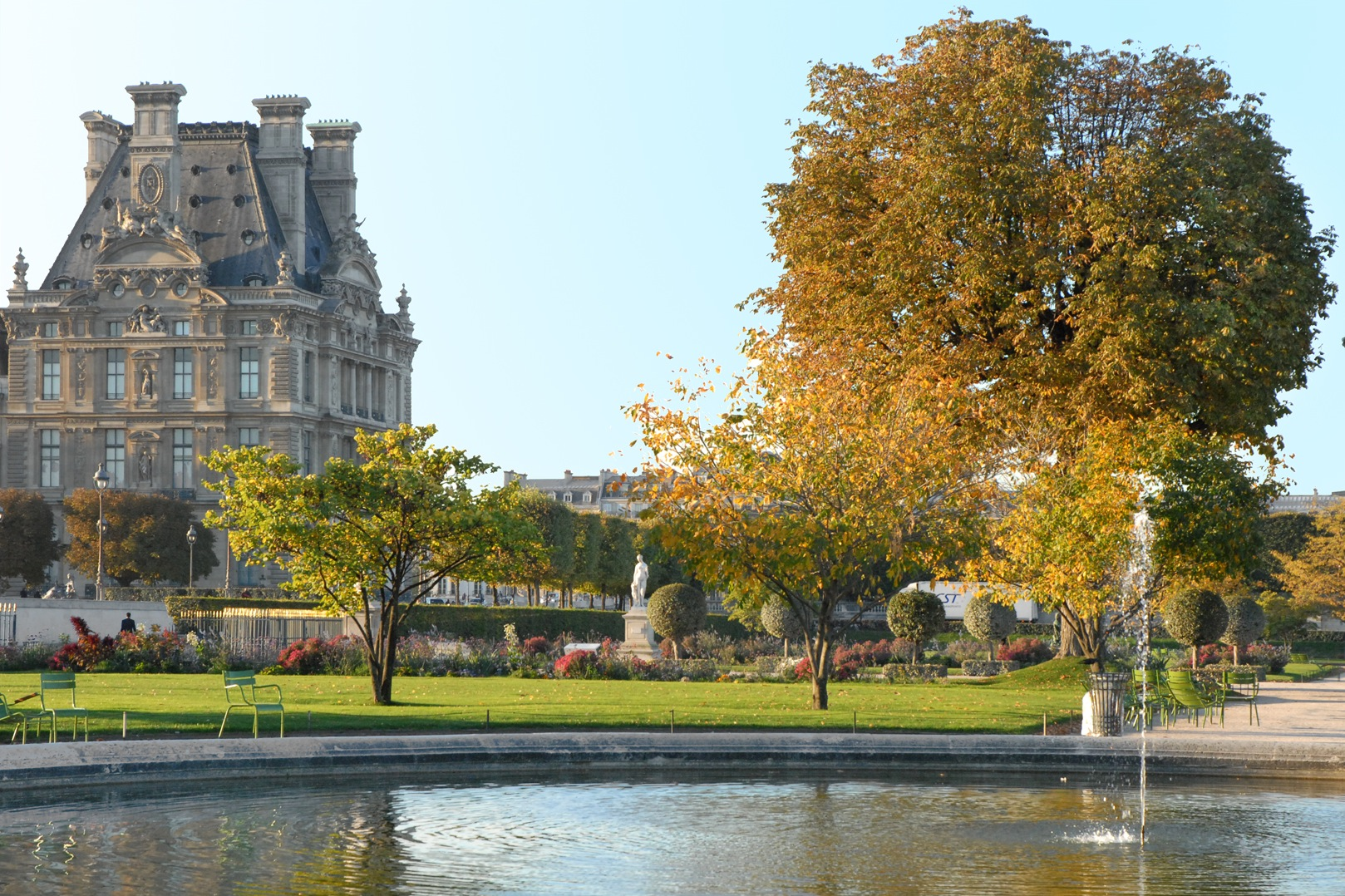
Pavillon de Flore du palais du Louvre.

### Petit bassin rond du côté nord
Le petit bassin rond du côté nord donne face au pavillon de Marsan du palais du Louvre. C'est la statue du Tigre terrassant un crocodile sculpté par Auguste Caïn en 1873, qui marque cet endroit. 

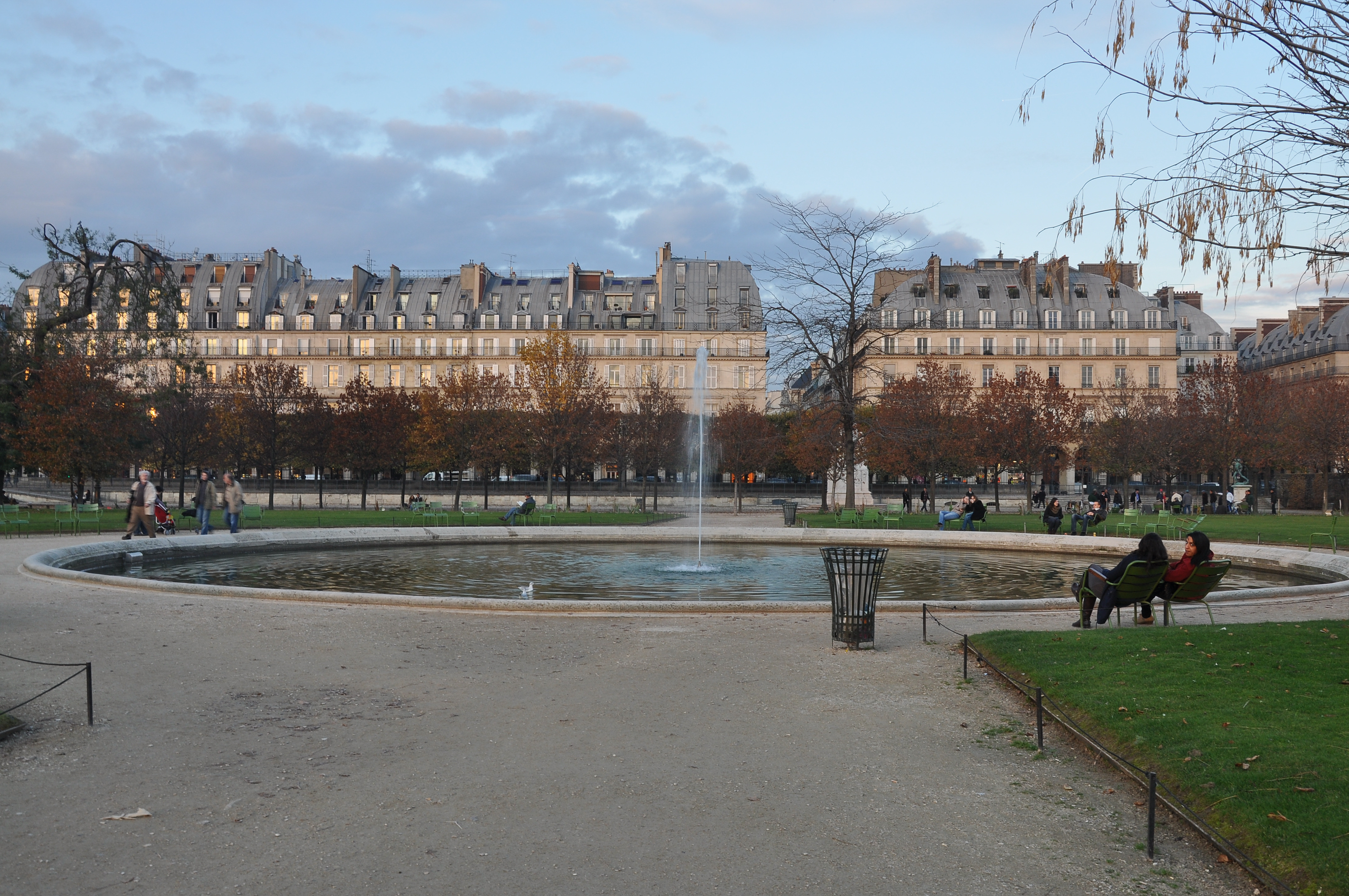
Avec vue sur la rue de Rivoli.
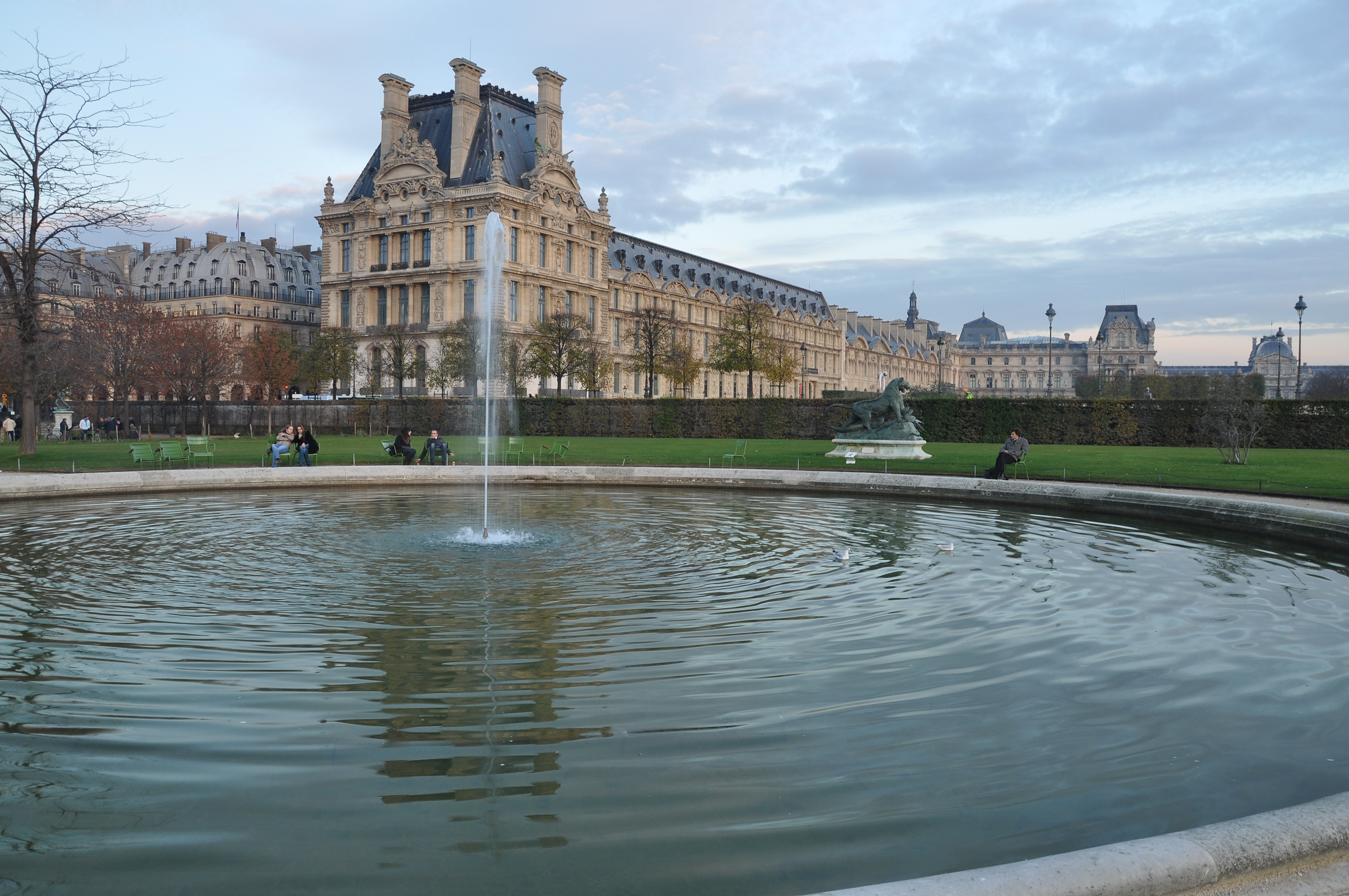
Sur le fond du Pavillon de Marsan.
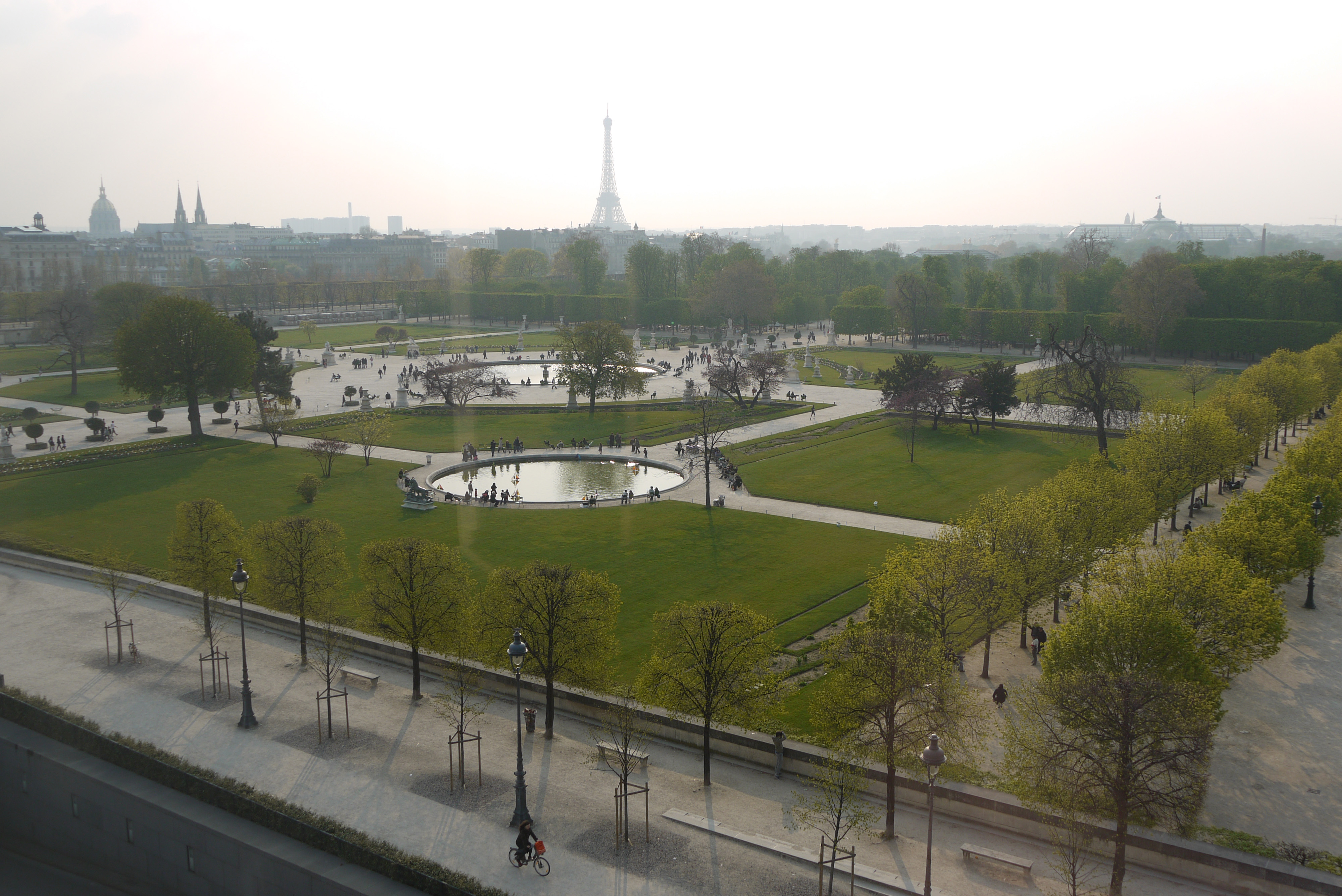
Perspective sur les deux bassins ronds.
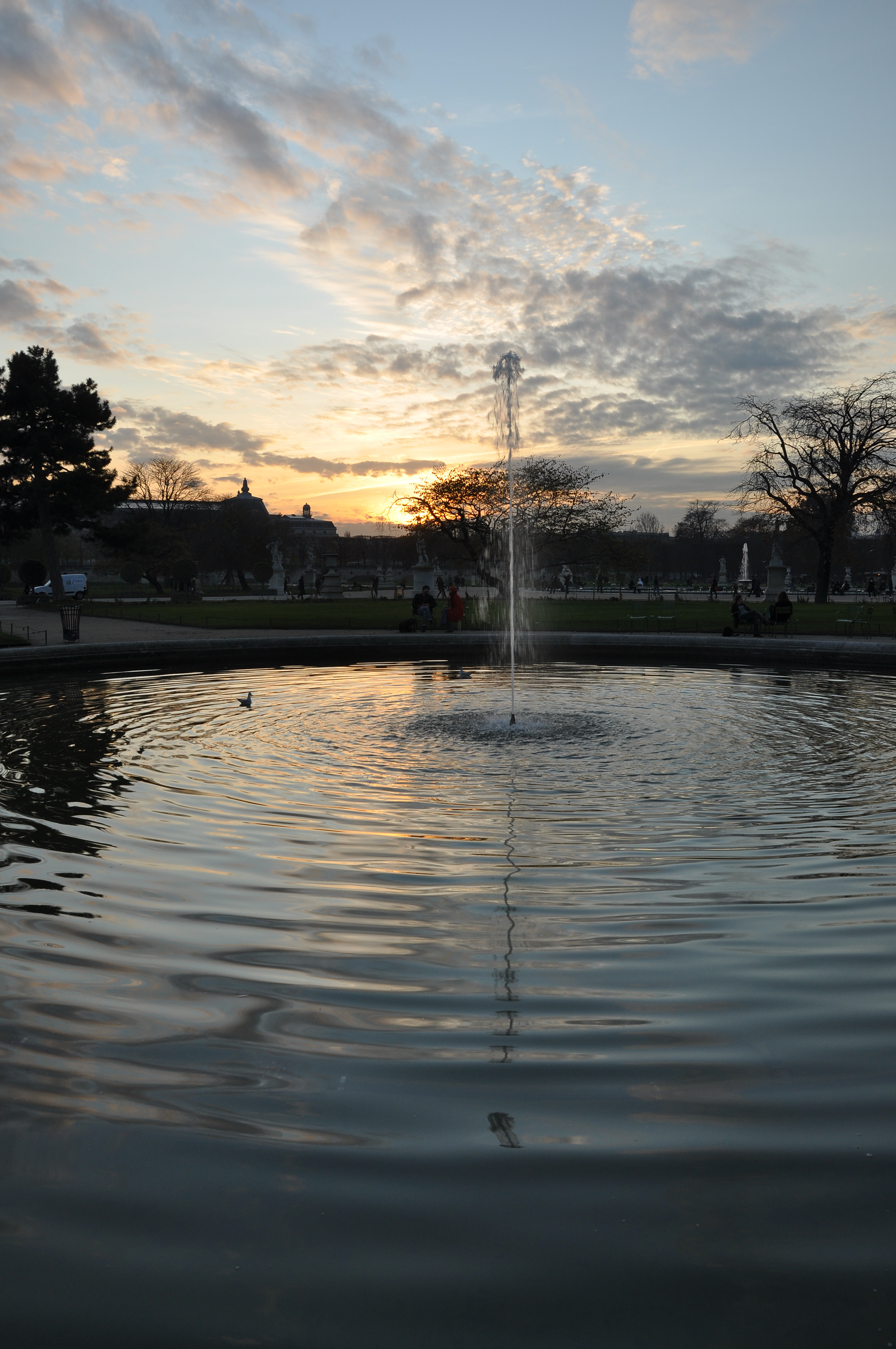

### Bassin rectangulaire nord
Les deux bassins rectangulaires, celui du côté nord et celui du côté sud, sont ornées des copies de deux statues représentant l'Atalante et l'Hippomène. Les œuvres ont été commandées par Louis XIV pour décorer le parc du château de Marly. Après la destruction du château de Marly, elles étaient placées dans le jardin du palais de Tuileries. Ce sont des œuvres respectives de Pierre Lepautre et Guillaume Coustou (père) datant du 1705. Les originaux sont exposés au musée du Louvre.
Le bassin situé au nord accueille également dans sa partie ronde la statue du Faune au chevreau, l’œuvre de Pierre Lepautre du 1685.

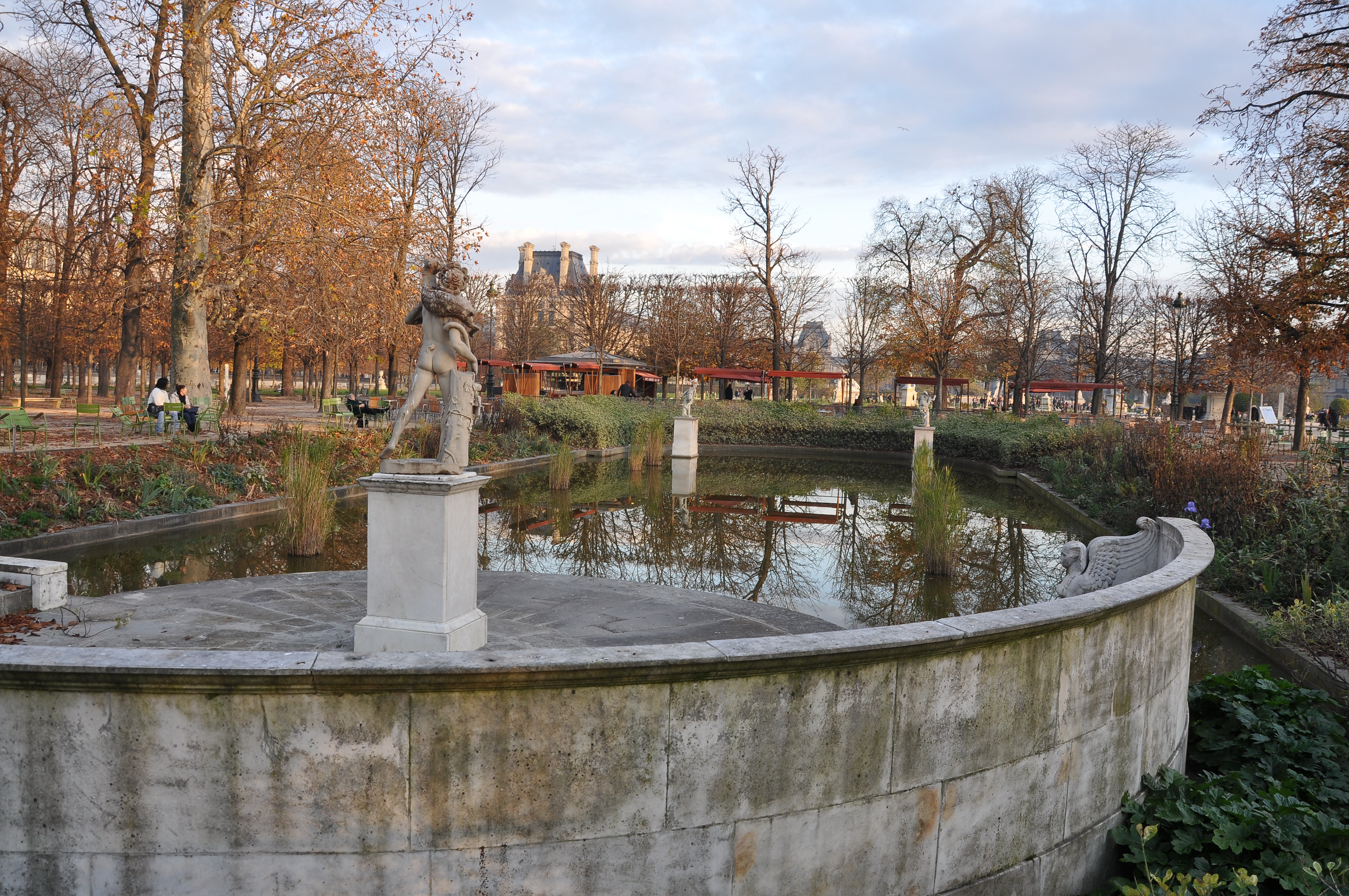
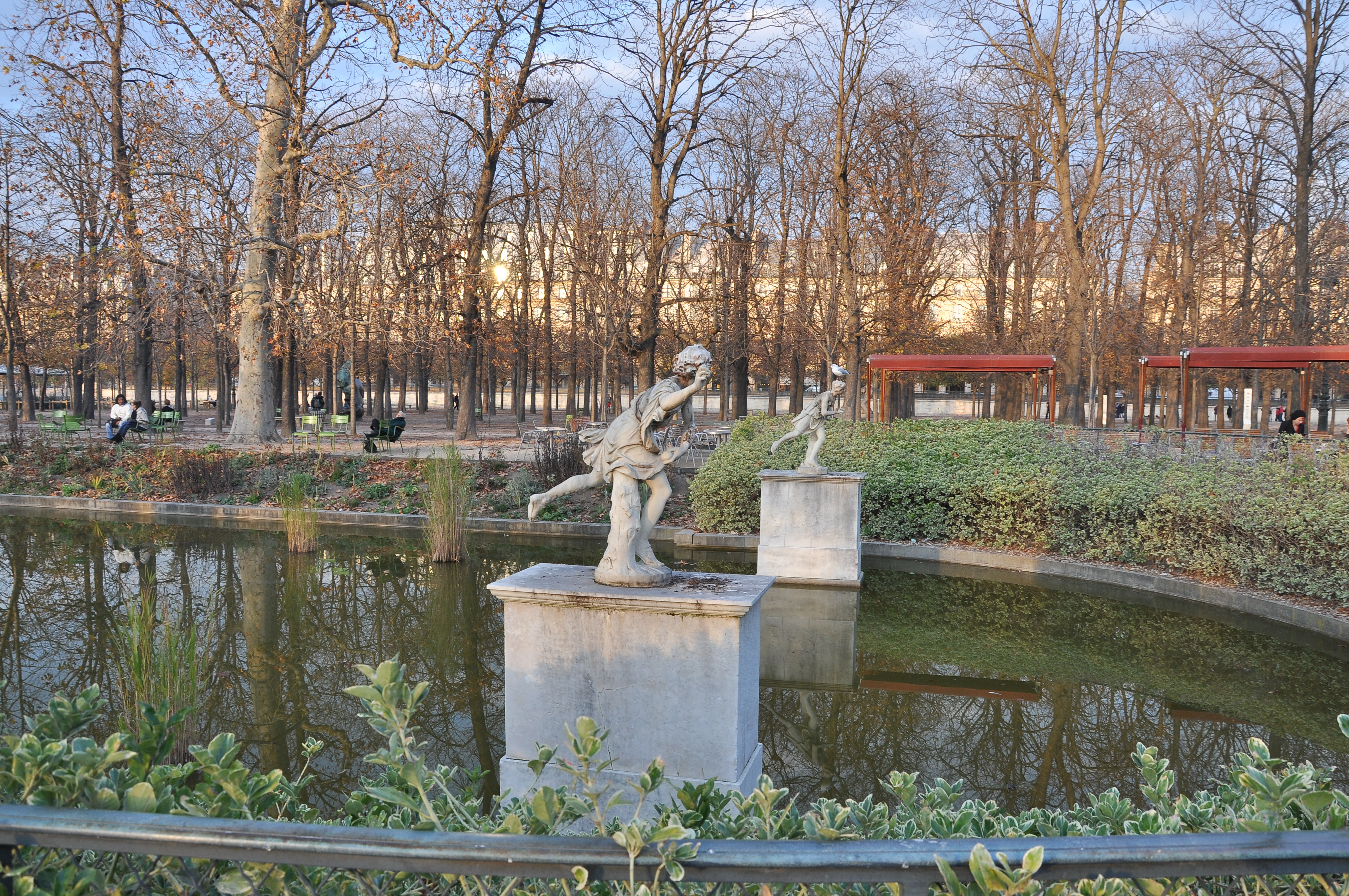
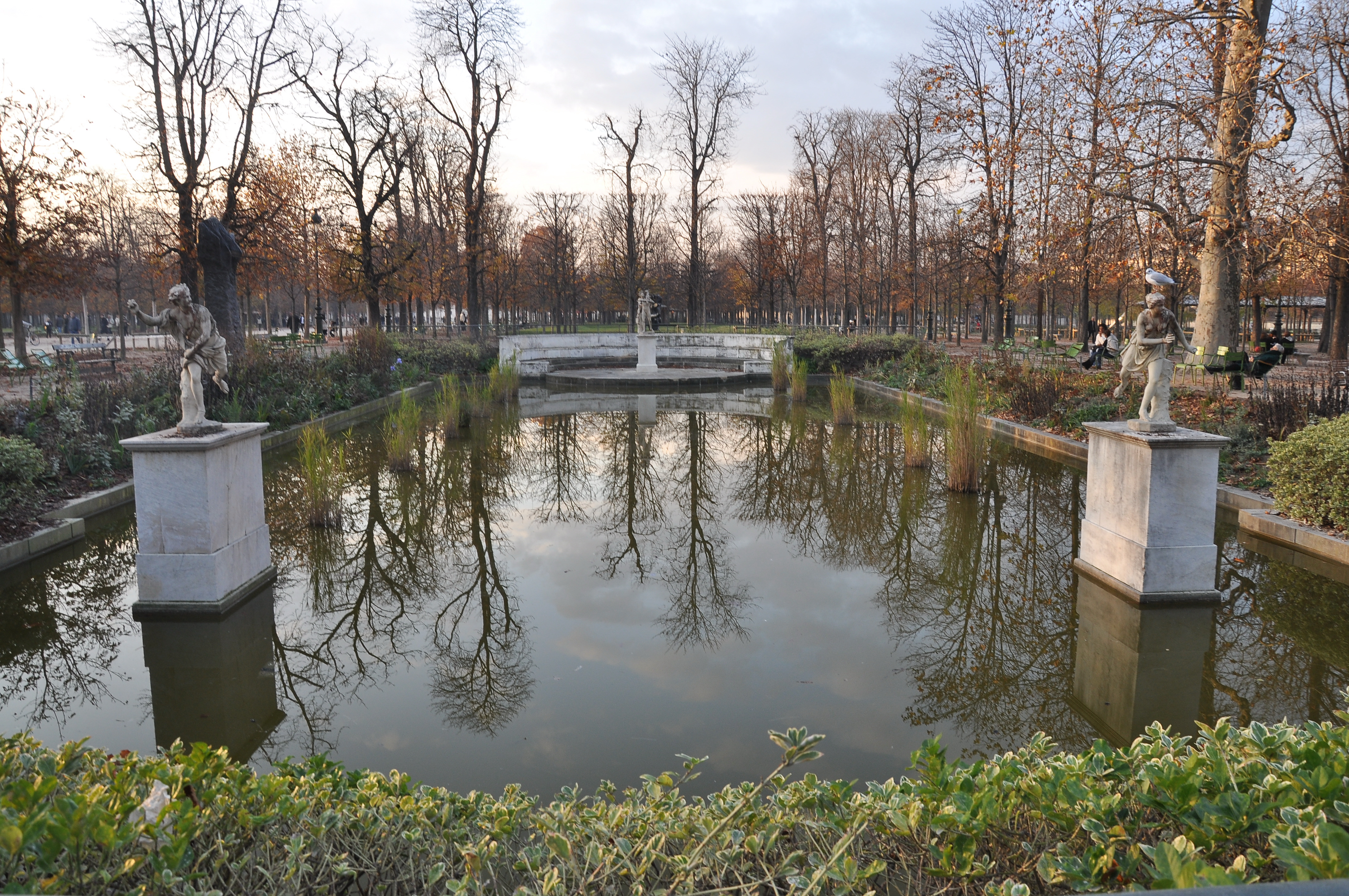

### Bassin rectangulaire sud

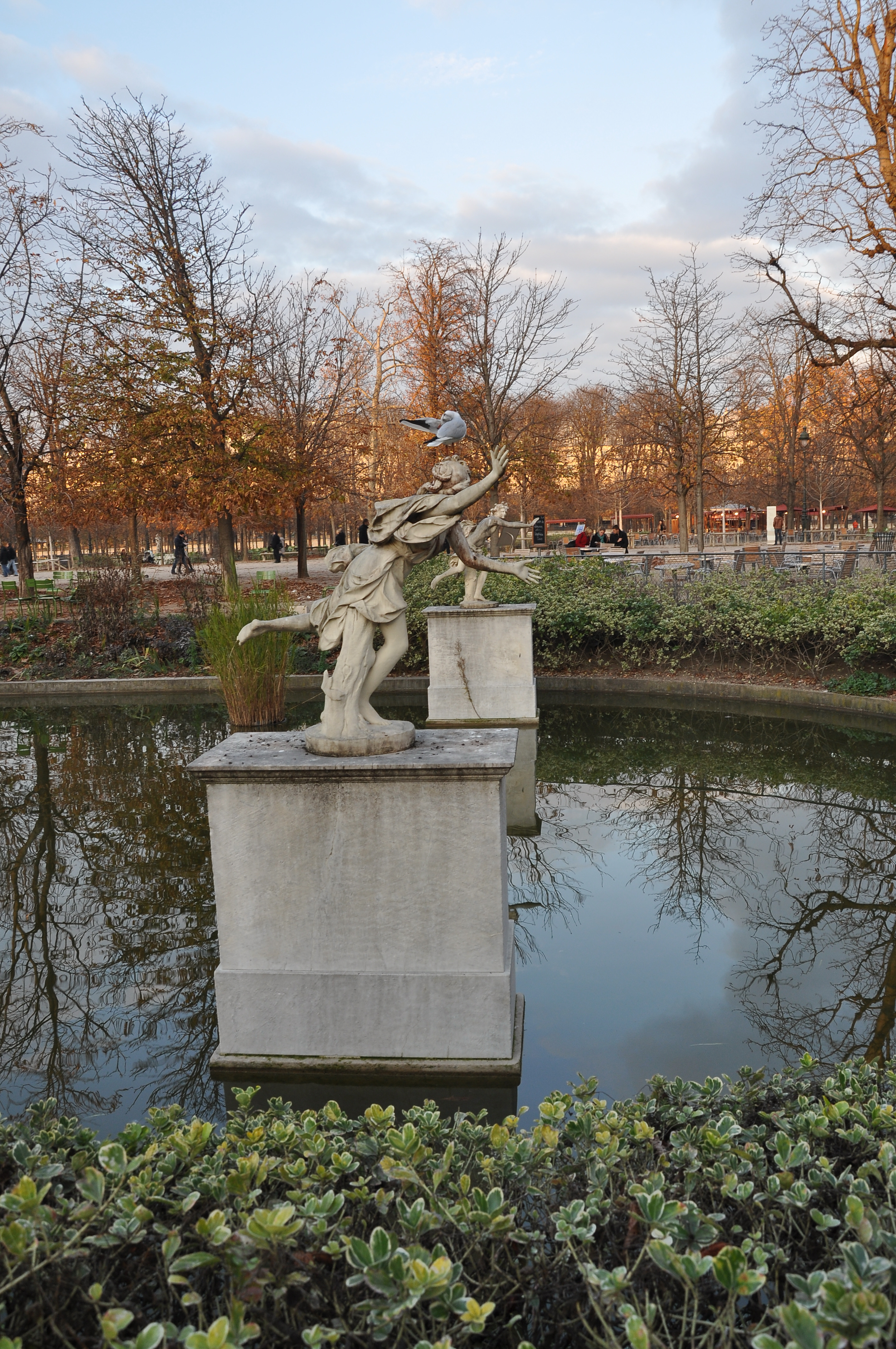
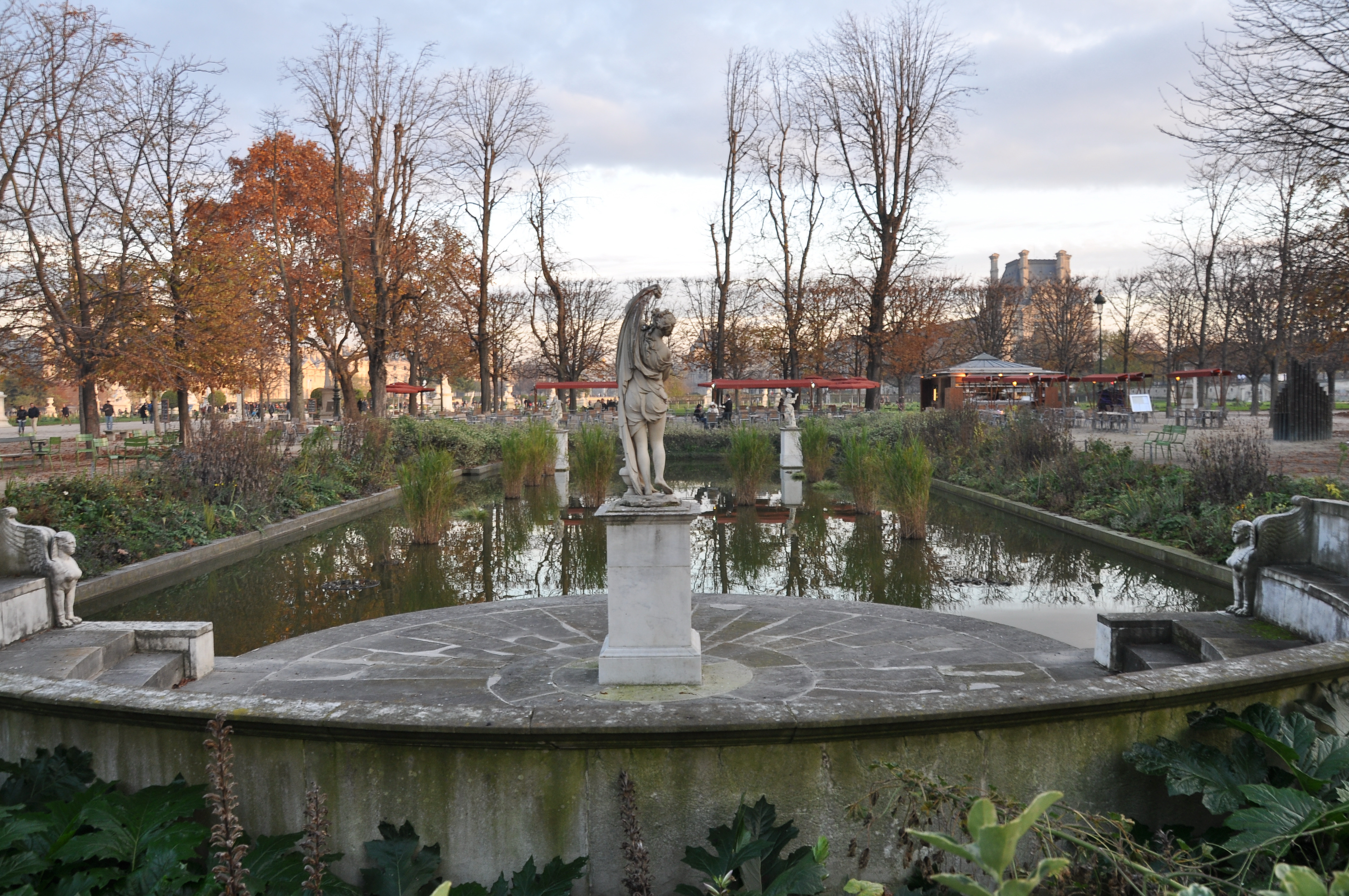
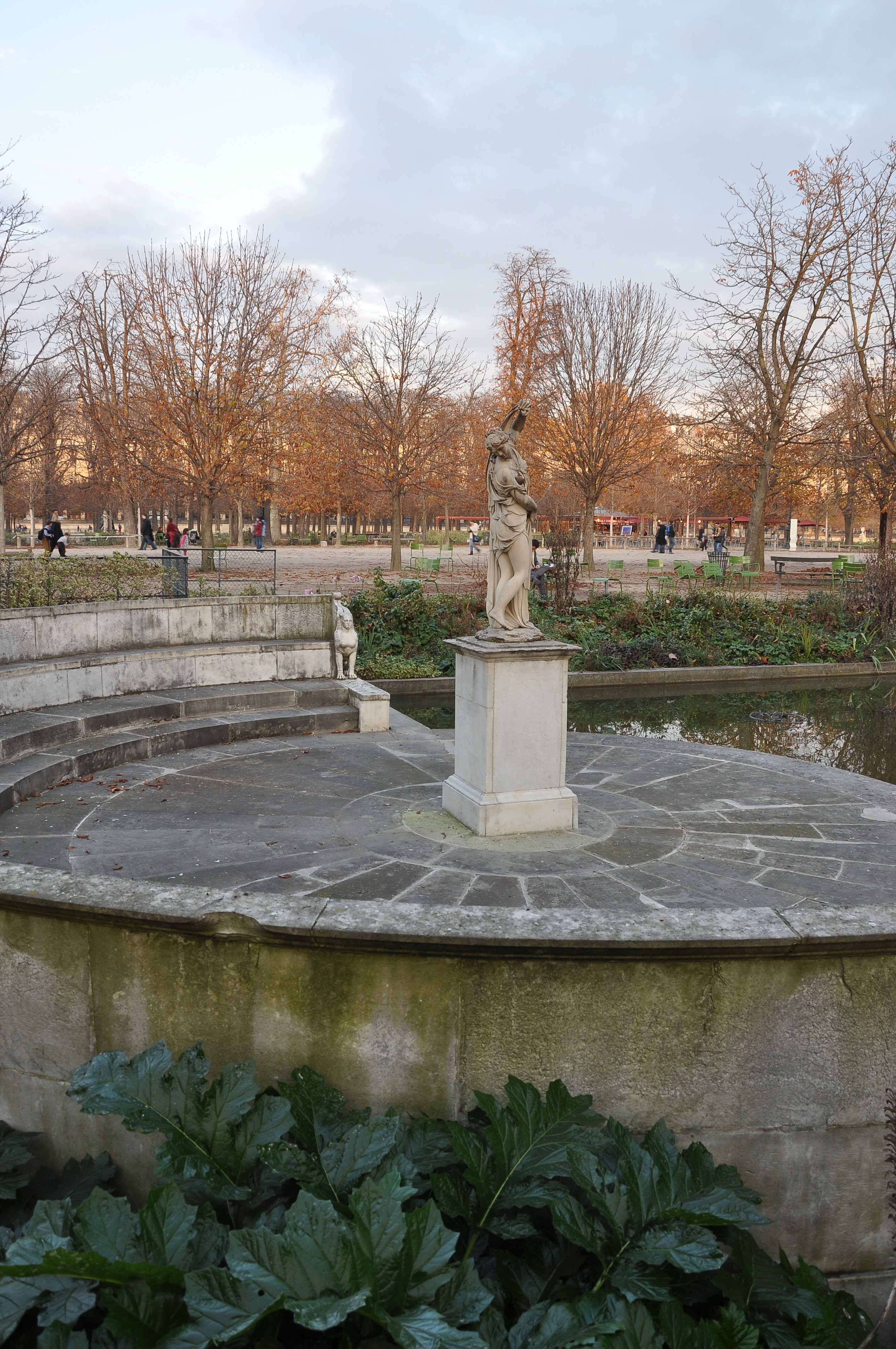